# Recensement de Vice-royauté de Nouvelle-Grenade de 1770
Le recensement de Vice-royauté de Nouvelle-Grenade de 1770 est un recensement de la population lancé en 1770 dans la Vice-royauté de Nouvelle-Grenade (ancien État d'Amérique du Sud correspondant aux actuels pays de Colombie, Panama, Équateur et Venezuela). 